# Cmentarz żydowski w Berlinie-Weißensee
Cmentarz żydowski w Berlinie-Weißensee – cmentarz gminy żydowskiej w Berlinie, jeden z największych w Europie.
Na powierzchni 0,42 km² jest rozmieszczone w 120 sekcjach około 115 000 grobów. Cmentarz został otwarty w 1880 r. Zaprojektował go, we włoskim neorenesansowym stylu, architekt Hugo Licht. Pochowani są tutaj mieszkańcy Berlina żydowskiego pochodzenia, jak m.in. politycy Max Hirsch i Paul Hirsch, malarz Lesser Ury, wydawcy Samuel Fischer i Rudolf Mosse, kompozytor Louis Lewandowski i inni.